# Mary Fife Laning
Mary Fife Laning (* 26. August 1900 in Canton, Ohio; † Dezember 1990) war eine amerikanische Malerin, die für ihre Beiträge zum amerikanischen Realismus und ihre Darstellungen des städtischen Lebens bekannt ist. Sie war eine wichtige Vertreterin der Fourteenth Street School in New York in den 1930er Jahren und prägte mit ihren Werken die amerikanische Kunstszene. Ihre Werke waren von sozialrealistischen Motiven geprägt und stellten das urbane Leben aus einer humanisierenden, feministischen Perspektive dar.

## Leben
Mary Fife schloss 1923 ihr Kunststudium am Carnegie Institute of Technology mit einem Bachelor of Arts ab. Anschließend studierte sie von 1925 bis 1927 an der Cooper Union, wo sie 1926 einen Preis für die beste Wandmalerei erhielt. Sie setzte ihre Ausbildung an der Académie Russe in Paris fort und besuchte nach ihrer Rückkehr die Art Students League of New York.
In New York wurde sie Mitglied der Fourteenth Street School, einer Künstlergruppe, die sich mit dem Alltag der Arbeiterklasse rund um den Union Square beschäftigte. Besonders die Malerin Isabel Bishop beeinflusste sie und ermutigte sie, die Erfahrungen arbeitender Frauen in ihren Werken zu thematisieren. In dieser Zeit lernte sie auch den Maler Edward Laning kennen, den sie 1933 heiratete.
Von 1936 bis 1937 war Mary Fife Laning an einem von der Works Progress Administration geförderten Wandmalerei-Projekt im U.S. Customs House beteiligt, wo sie zusammen mit Reginald Marsh ein Deckenfresko entwarf. 1944 nahm sie einen Lehrauftrag am Kansas City Art Institute and School of Design an, wo sie Erstsemester im Zeichnen unterrichtete, während ihr Mann die Fakultät für Malerei leitete. Während ihrer Zeit in Kansas City stellte sie ihre Werke in regionalen Wettbewerben aus und organisierte ihre eigene Einzelausstellung im Women’s City Club.
Von 1950 bis 1952 lebte sie mit ihrem Mann als Fulbright-Stipendiatin in Italien. Nach ihrer Rückkehr wurde sie 1961 Leiterin der Kunstabteilung der Birch-Wathen School in New York. In den 1960er Jahren erhielt Mary Fife Laning mehrere wichtige Kunstpreise, darunter den Lillian Cotton Award der National Association of Women Artists (1966), den Figure Prize der National Academy of Design (1967) und den Pen + Brush Prize (1969). Sie engagierte sich aktiv in Künstlervereinigungen wie der National Association of Women Artists und Pen + Brush Inc.
Ihre Werke wurden in renommierten Museen wie dem Art Institute of Chicago, der Brooklyn Art Gallery, dem Museum of Modern Art, dem Whitney Museum of American Art und dem Butler Institute of American Art ausgestellt. Mary Fife Laning starb 1990 in New York.